# Joudi Express
Il Joudi Express è un traghetto appartenente alla compagnia di navigazione saudita Namma Lines.

## Servizio
Varato il 16 settembre 1995 nel cantiere navale Van der Giessen-de Noord di Krimpen aan den IJssel con il nome di Hai Yang Dao e consegnato il 15 dicembre successivo alla Dalian Marine Transport, prende servizio nel gennaio del 1996 nei collegamenti tra Dalian e Xingang.
Nel 1999 viene venduto alla COSCO, continuando ad operare sulla stessa rotta.
Nel febbraio del 2023 viene ribattezzato Min Tai Zhi Xing.
Nel maggio del 2024 viene ceduto alla saudita Namma Lines per circa 15 milioni di dollari e, ribattezzato Joudi Express, prende servizio nei collegamenti tra Jeddah e Suakin, dove opera tutt'ora.

## Navi gemelle
- Bang Chui Dao